# Aya Nielsen
Aya Nielsen, född 6 november 1980 i Köpenhamn, är en dansk porrskådespelare och strippa som har medverkat i bland annat Ridskolan och Lustgården.

## Filmografi
- Lustgården (2000)
- Ridskolan (2001)
- Lolitans sommarlov (2001)
- Vikingalegenden (2001)
- Nordiska nybörjare 5 (2002)
- Svensk lusta (2002)
- 150 Nordiska kaskader (2002)
- Nordiska nybörjare 6 (2002)
- Ridskolan 2: Sexskolan (2003)
- En Viking i Hollywood (2003)